# شهرستان بنی‌العوام
ناحیهٔ بنی‌العوام (به عربی: مدیریة بنی العوام) یک ناحیه در یمن است که در استان حجه واقع شده‌است. شهرستان بنی‌العوام ۵۲٬۲۲۲ نفر جمعیت دارد.